# Galyn Görg
Galyn Görg, auch Galyn Gorg, Galan Gorg, Galen Gorg und Gaylyn Görg genannt, (* 15. Juli 1964 in Los Angeles, Kalifornien; † 14. Juli 2020 ebenda) war eine US-amerikanische Schauspielerin und Tänzerin.

## Leben
Görg war eines der fünf Kinder von Gwyndolin Lee Görg, die Schriftstellerin, Schauspielerin und Model mit afroamerikanischem, Choctaw-, Blackfoot- und irischem Ursprung war und des deutschamerikanischen Dokumentarfilmers, Drehbuchautors und Produzenten Alan Kent Görg. Sie wuchs in Los Angeles und Hawaii auf. Ihre Karriere als Tänzerin begann sie an der Dupree Dance Academy, im Alvin Ailey Summer Program und in der The Professional Dancer’s Society. Versiert war sie in den Tanzstilen Jazz, Ballett, haitianischem Tanz, Afro-Samba, afrokubanischem Tanz, westafrikanischem Tanz, Hip-Hop, Hula und Funk.
Schauspielerei studierte sie bei Ivana Chubbuck, bei Paul Schackman sowie im Improv for The People,  Anthony Meindl Actor’s Workshop, The Groundlings, The Improv, Pacific Resident Theater und The Susan Giosa Acting Workshop. Ihre Film-, Fernseh- und Theaterarbeiten führten sie unter anderem nach Italien, Mexiko, Neuseeland, in den Mittleren Osten und nach Kanada. Als Tänzerin arbeitete sie mit Größen wie Paula Abdul, Stevie Wonder, The Jackson Five, Patrick Swayze, Debbie Allen, Lionel Richie, Al Jarreau und Donna Summer. In ZZ Tops Musikvideo Sharp Dressed Man war sie als Tänzerin zu sehen. Weiterhin erlangte sie als Tänzerin Berühmtheit in den zwei italienischen Varieté-Fernsehserien Fantastico des Senders Rai und SandraRaimondo Show des Senders Canale 5.
Zu den Filmen, in denen sie auftrat, gehören America 3000 (1986), Der Bikini-Shop (1986), Living the Blues (1986), Down Twisted (1987), Dance Academy (1988) und Temptation (1994). Ihre bekanntesten Fernsehserienrollen waren die der Nancy O’Reilly in drei Folgen aus dem Jahr 1990 von Twin Peaks und die der Lt. Leora Maxwell in der Serie M.A.N.T.I.S., die erstmals von 1994 bis 1995 ausgestrahlt wurde. Als Produzentin war sie unter anderem für das 2006 erschienene Filmdrama Earth Spirit mitverantwortlich.
Sie starb am 14. Juli 2020 an einer Krebserkrankung, einen Tag vor ihrem 56. Geburtstag.

## Filmografie

### Filme
- 1984: Strangers in Paradise
- 1985: Spiegel (Mirrors, Fernsehfilm)
- 1986: America 3000
- 1986: The Bikini Shop (The Malibu Bikini Shop)
- 1986: Living the Blues
- 1987: Hetzjagd in St. Lucas (Down Twisted)
- 1988: Scout Academy (The Wrong Guys)
- 1988: Magic Movie (The Wizard of Speed and Time)
- 1988: Dance Academy
- 1988: Schwestern – Ein neuer Anfang (Nightingales, Fernsehfilm)
- 1989: Die Entscheidung (When We Were Young, Fernsehfilm)
- 1990: Sporting Chance (Fernsehfilm)
- 1990: RoboCop 2
- 1991: Gefährliche Brandung (Point Break)
- 1992: Storyville
- 1993: Feuersturm über Kalifornien (Firestorm: 72 Hours in Oakland, Fernsehfilm)
- 1993: Judgment Night – Zum Töten verurteilt (Judgment Night)
- 1994: Temptation
- 2006: Earth Spirit (als Produzentin)
- 2016: A Husband for Christmas (Fernsehfilm)
- 2017: The Wrong Student (Fernsehfilm)
- 2017: The Wrong Crush (Fernsehfilm)
- 2018: The Wrong Friend
- 2018: A Christmas in Royal Fashion (Fernsehfilm)

### Fernsehserien
- 1984: Fame – Der Weg zum Ruhm (Fame, eine Folge)
- 1985: It’s Your Move (eine Folge)
- 1985: Das A-Team (The A-Team, eine Folge)
- 1985: Mode, Models und Intrigen (Cover Up, eine Folge)
- 1986: Unglaubliche Geschichten (Amazing Stories, eine Folge)
- 1989: Jake und McCabe – Durch dick und dünn (Jake and the Fatman, eine Folge)
- 1989, 1992: College Fieber (A Different World, 2 Folgen)
- 1990: Twin Peaks (3 Folgen)
- 1991: The 100 Lives of Black Jack Savage (eine Folge)
- 1992: Grapevine (eine Folge)
- 1992: Echt super, Mr. Cooper (Hangin’ with Mr. Cooper, eine Folge)
- 1994–1995: M.A.N.T.I.S. (22 Folgen)
- 1995: Star Trek: Deep Space Nine (eine Folge)
- 1996: Der Prinz von Bel-Air (The Fresh Prince of Bel-Air, eine Folge)
- 1996: Xena – Die Kriegerprinzessin (Xena: Warrior Princess, eine Folge)
- 1996: Living Single (eine Folge)
- 1996: Hercules (Hercules: The Legendary Journeys, eine Folge)
- 1996: Star Trek: Raumschiff Voyager (Star Trek: Voyager, eine Folge)
- 1997: Hang Time (eine Folge)
- 1997: Stargate – Kommando SG-1 (Stargate SG-1, eine Folge)
- 2001: Crossing Jordan – Pathologin mit Profil (Crossing Jordan, eine Folge)
- 2004: CSI: Miami (eine Folge)
- 2008: Lost (eine Folge)
- 2015: Parks and Recreation (2 Folgen)
- 2017: Colony (eine Folge)
- 2018: How to Get Away with Murder (eine Folge)
- 2018: Clarke & DiBella: Hollywood Division (eine Folge)